# Вад (Брашов)
Вад (рум. Vad) — село у повіті Брашов в Румунії. Входить до складу комуни Шеркая.
Село розташоване на відстані 168 км на північний захід від Бухареста, 39 км на північний захід від Брашова.

## Населення
За даними перепису населення 2002 року у селі проживали 629 осіб.
Національний склад населення села:
| Національність | Кількість осіб | Відсоток |
| -------------- | -------------- | -------- |
| румуни         | 623            | 99,0%    |
| угорці         | 5              | 0,8%     |

Рідною мовою назвали:
| Мова      | Кількість осіб | Відсоток |
| --------- | -------------- | -------- |
| румунська | 621            | 98,7%    |
| угорська  | 7              | 1,1%     |